# Adžići
Adžići (cyr. Аџићи) – wieś w Bośni i Hercegowinie, w Republice Serbskiej, w gminie Gradiška. W 2013 roku liczyła 78 mieszkańców.